# 纳伊 (约讷省)
纳伊（法語：Nailly，法語發音：[naji]）是法国勃艮第-弗朗什-孔泰大区约讷省的一个市镇，属于桑斯区。

## 地理
纳伊（48°13'25"N, 3°13'23"E）面积21.61 平方千米，位于法国勃艮第-弗朗什-孔泰大區约讷省，该省份为法国中北部内陆省份，西接卢瓦雷省，西北接塞纳-马恩省，南至涅夫勒省，东临科多尔省，东北与奥布省接壤。
与纳伊接壤的市镇（或旧市镇、城区）包括：维勒佩罗、约讷河畔库尔图瓦、帕龙、圣马丹迪泰特尔、圣塞罗坦、叙布利尼、维勒布吉、维勒纳沃特、维勒鲁瓦。

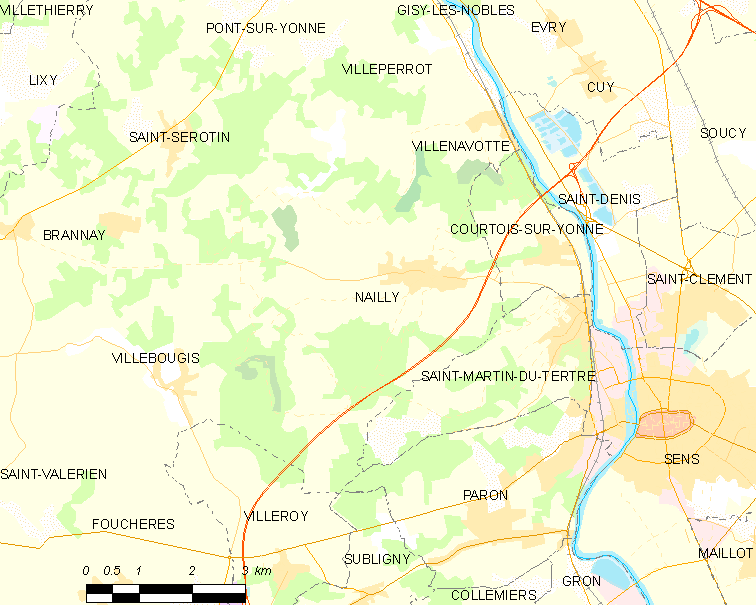
的OSM定位图

纳伊的时区为UTC+01:00、UTC+02:00（夏令时）。

## 行政
纳伊的邮政编码为89100，INSEE市镇编码为89274。

## 政治
纳伊所属的省级选区为勃艮第地区加蒂奈县。

## 人口

1962-2008年间人口变化图示

纳伊于2022年1月1日时的人口数量为1329人。